# Saint-Aubin-des-Hayes
Saint-Aubin-des-Hayes település Franciaországban, Eure megyében. Lakosainak száma 150 fő (2018. január 1.). Saint-Aubin-des-Hayes Épinay és Landepéreuse községekkel határos.

## Népesség
A település népessége az elmúlt években az alábbi módon változott:
| Lakosok száma | 119  | 117  | 118  | 103  | 112  | 133  | 154  | 163  | 172  | 150  |
|               | 1962 | 1968 | 1982 | 1990 | 1999 | 2008 | 2011 | 2013 | 2017 | 2018 |